# Scharfes Berufkraut
Das Scharfe Berufkraut oder Echte Berufkraut (Erigeron acris) ist eine Pflanzenart innerhalb der Familie der Korbblütler (Asteraceae). Sie kommt in Nordamerika, Eurasien und Nordafrika vor.

## Beschreibung
Diese Art ist morphologisch sehr variabel und die vielen Unterarten unterscheiden sich besonders in der Behaarung (Indument, Trichome) ihrer Pflanzenteile.

### Erscheinungsbild und Blatt

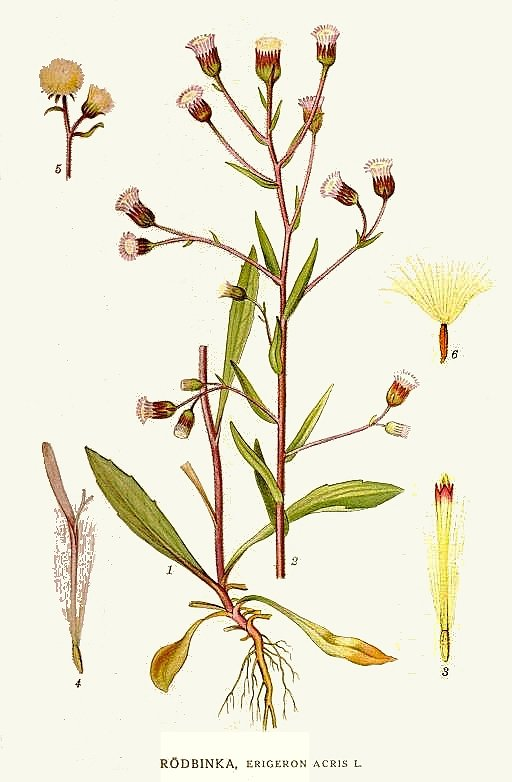
Illustration aus: Carl Axel Magnus Lindman (1856–1928) Bilder ur Nordens Flora

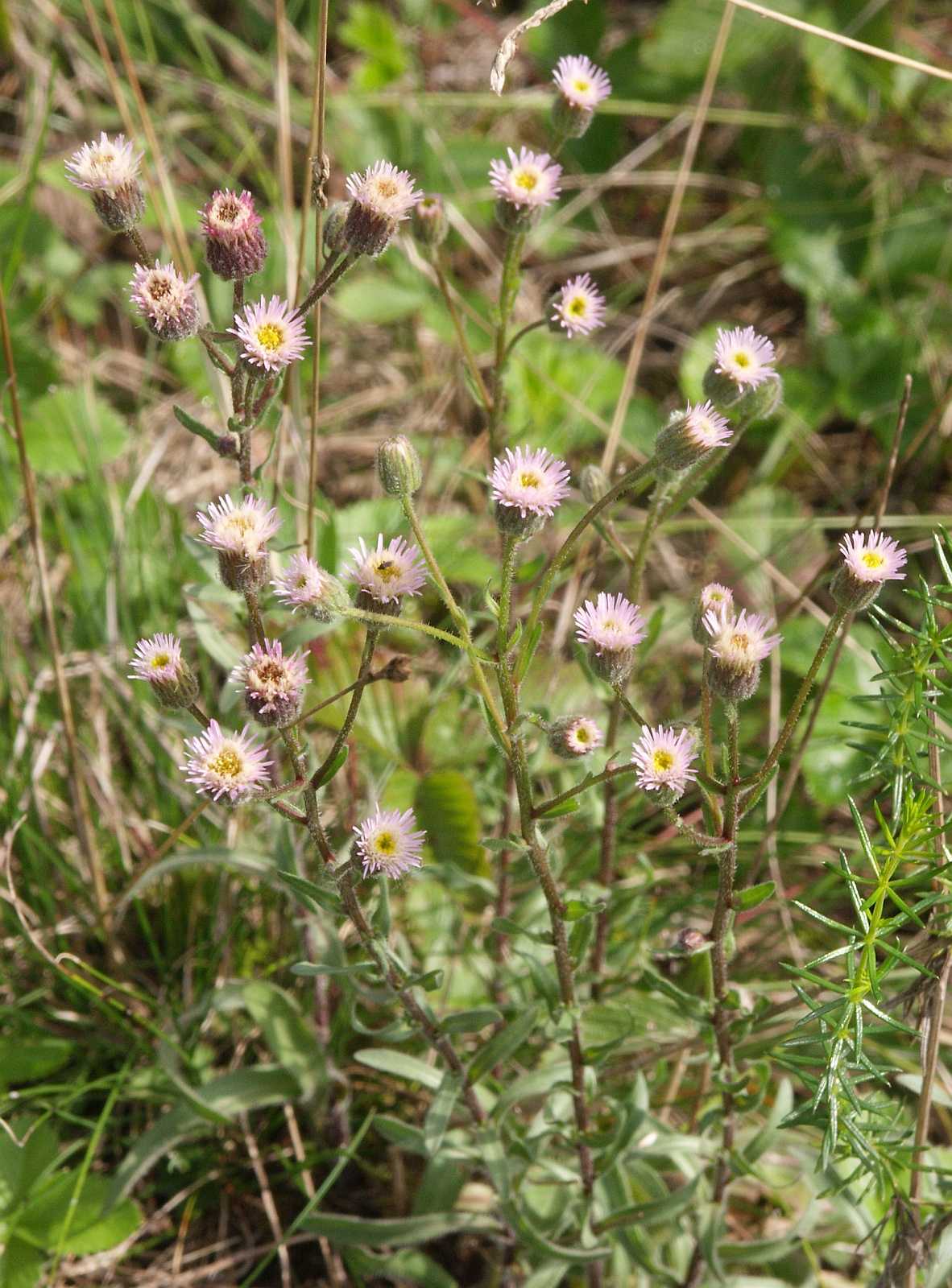
Habitus und Gesamtblütenstand mit körbchenförmigen Blütenständen

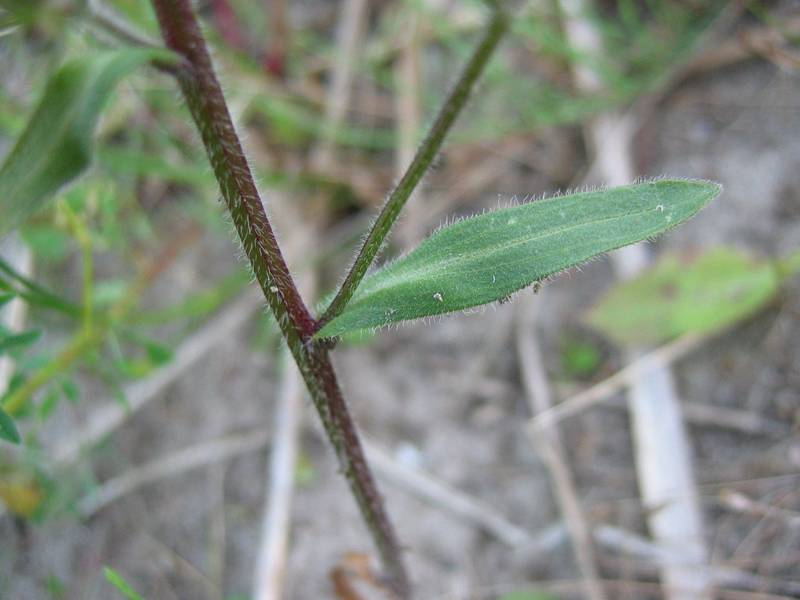
Tragblatt

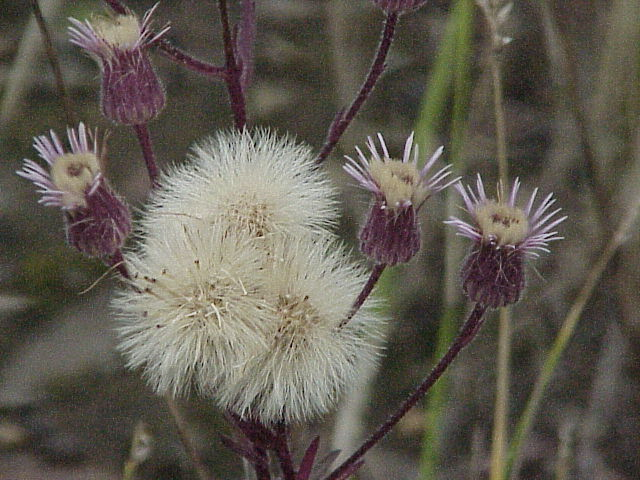
Ausschnitt eines Gesamtblütenstandes mit körbchenförmigen Blütenständen mit Blüten und Früchten

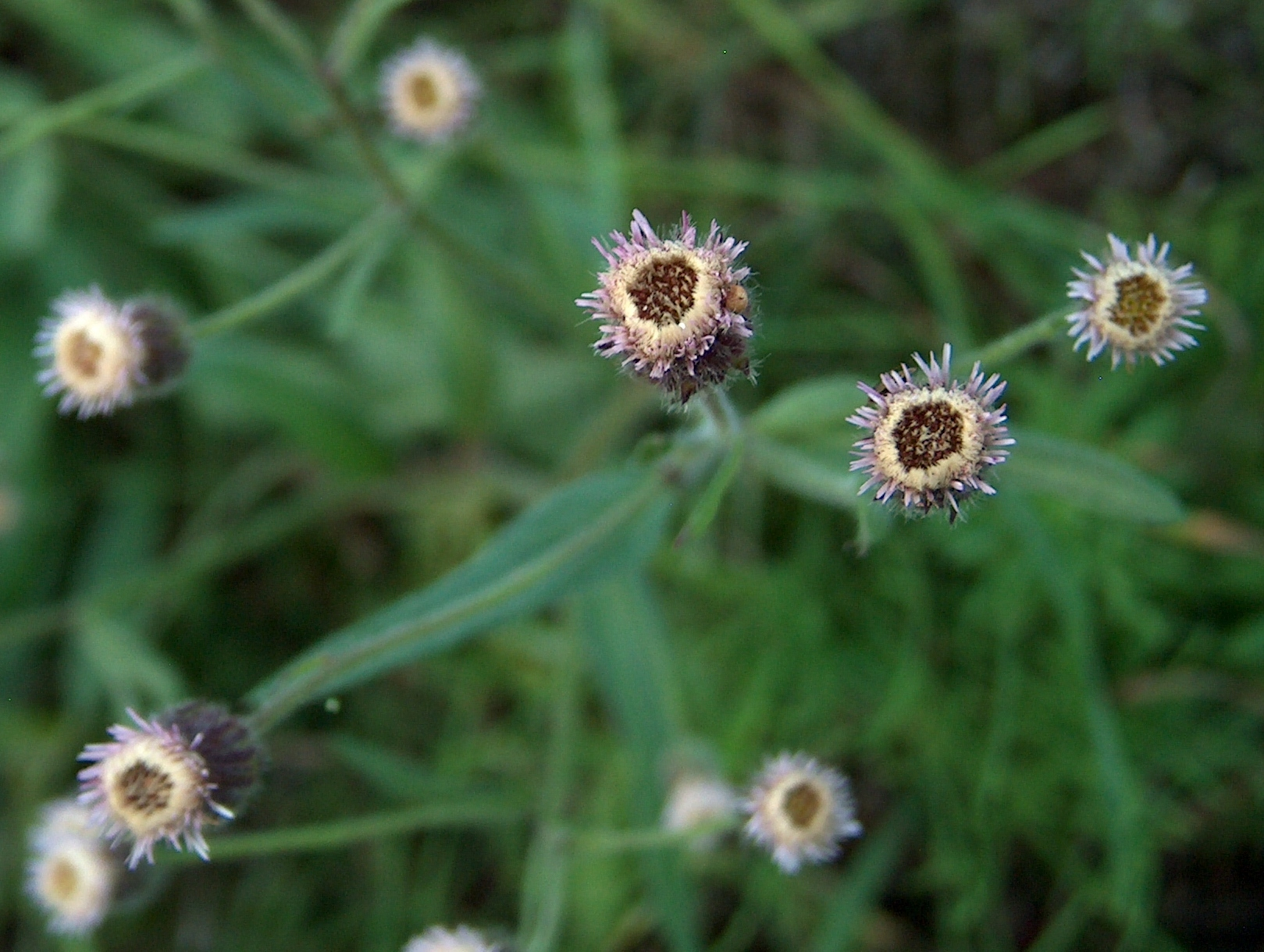
Blütenstände von oben

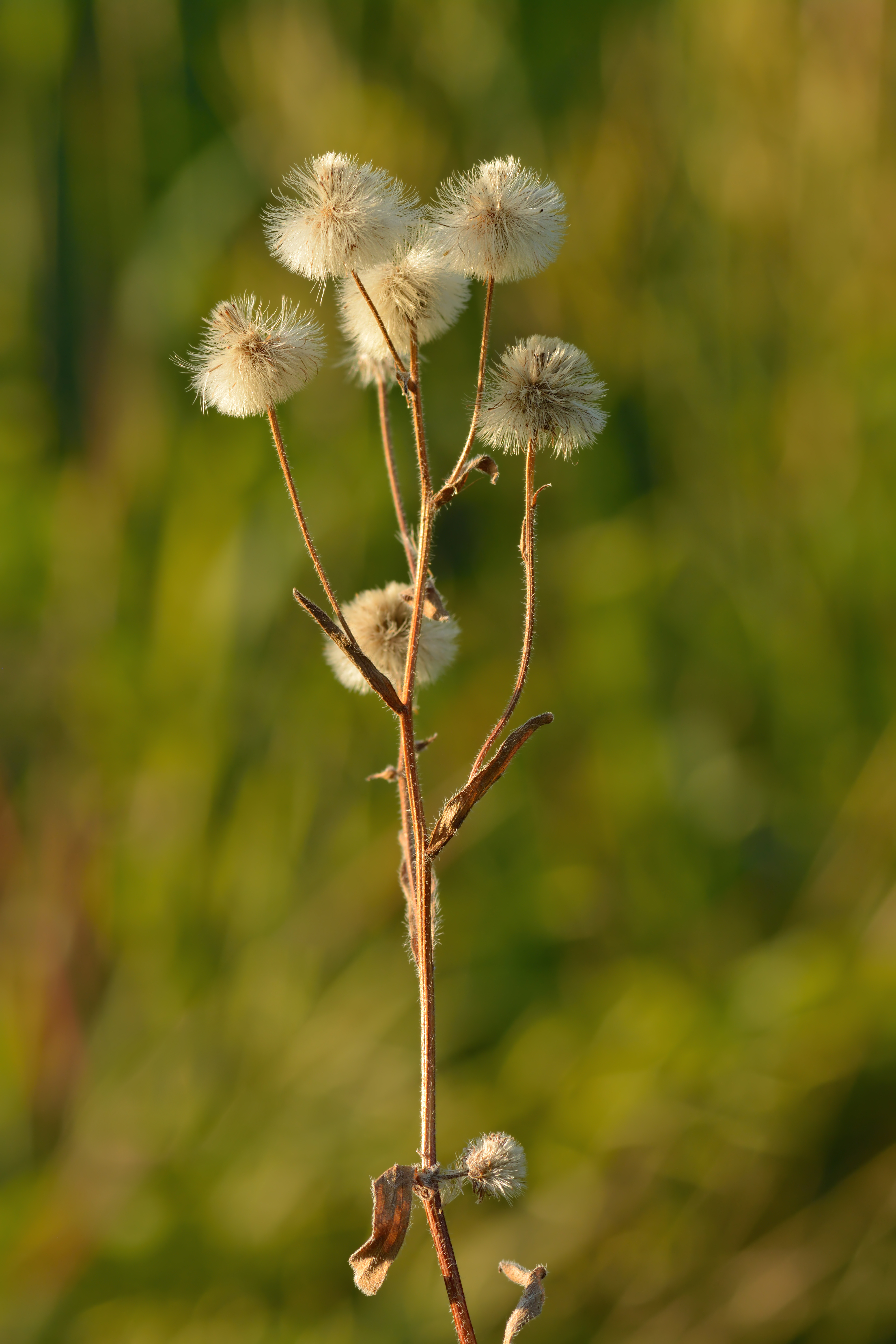
Fruchtender Spross

Das Scharfe Berufkraut ist eine überwinternd grüne, zweijährige bis ausdauernde krautige Pflanze, die Wuchshöhen von meist 5 bis 70, selten bis zu 100 cm erreicht. Es wird eine Pfahlwurzel oder ein verholzendes Rhizom als Überdauerungsorgan gebildet. An jedem Exemplar werden ein bis einige aufrechte, selten aufsteigende Stängel gebildet, die im oberen Bereich verzweigt sind und oft purpurfarben überlaufen sein können. Die Stängel können je nach Unterart kurz striegelborstig, mehr oder weniger rau bis steif behaart sein oder manchmal verkahlen und sind manchmal unter dem Blütenkörbchen kurz-gestielt drüsig behaart.
Die wechselständig angeordneten Laubblätter können je nach Unterart relativ dünn und spärlich bis mehr oder weniger dicht striegelborstig-zottig behaart oder verkahlend bis kahl sein. Die Blattränder können je nach Unterart ganz oder entfernt gesägt und striegelborstig oder zottig bewimpert sein. Die unteren Laubblätter besitzen bei einer Länge von 1,5 bis 13 cm und einer Breite von 0,3 bis 1,8 cm verkehrt-lanzettliche oder längliche Blattspreite, die sich in einen langen Blattstiel verschmälert und ein stumpfes bis spitzes oberes Ende und drei undeutliche Blattadern besitzt; sie können während der Blütezeit noch oder nicht mehr vorhanden sein. Die mittleren und oberen Laubblätter sind sitzend und ihre Blattspreite ist bei einer Länge von 0,3 bis 8,5 cm und einer Breite von 0,1 bis 1 cm lanzettlich bis länglich mit fast stängelumfassendem Spreitengrund und stumpfem bis spitzem oder gebogenem oberem Ende.

### Blütenstand, Blüte und Frucht
Die Blütezeit reicht in China und Mitteleuropa von Juni bis September. Bei dem rispenförmigen oder manchmal schirmförmigen Gesamtblütenstand sind die Seitenäste manchmal noch einmal wenig verzweigt. Die Seitenäste tragen 5 bis 25 (manchmal auch mehr) kleine, körbchenförmige Teilblütenstände. Die Blütenkörbchen weisen eine Länge von 6 bis 13 mm und einen Durchmesser von 10 bis 25 mm auf. Im Involucrum stehen die zahlreichen Hüllblätter in drei Reihen. Die grünen bis purpurfarbenen Hüllblätter sind lanzettlich bis linealisch-lanzettlich mit spitzem oberem Ende und trockenhäutigem Rand. Die Unterseite der Hüllblätter kann je nach Unterart mehr oder weniger dicht zottig oder spärlich striegelborstig, manchmal mehr oder weniger dicht kurz-gestielt drüsig behaart sein. Die äußeren Hüllblätter sind halb so lang wie die inneren. Die inneren Hüllblätter sind mit einer Länge von 5 bis 7,5 mm und einer Breite von 0,5 bis 1 mm kürzer als die Scheibenblüten. 
Die Blütenkörbchen enthalten einen vier- oder fünfreihigen Kranz aus Zungenblüten (auch Strahlenblüten genannt) und Röhrenblüten (auch Scheibenblüten genannt). Die äußeren zwei Reihen von Zungenblüten besitzen eine 5 bis 7 mm lange Krone, deren 2,5 bis 3,5 mm lange Kronröhre spärlich behaart ist und deren etwa 0,25 mm breite Zunge selten weiß, meist rosafarben bis violett ist. Bei den inneren zwei Reihen von weiblichen Zungenblüten (hier „Fadenblüten“ genannt) besteht die Krone meist nur aus der 2,5 bis 3,5 mm langen, farblosen Kronröhre und der Griffel überragt die Kronröhre um 1 bis 2,2 mm, manchmal ist eine rudimentäre Zunge vorhanden. Bei den Röhrenblüten besteht die 3,6 bis 5,4 mm lange, spärlich behaarte Blütenkrone aus einer 1,5 bis 2,9 mm langen, immer gelben Kronröhre, einem zylindrisch bis zylindrisch-trichterförmigen Schlund und fünf 0,4 bis 0,5 mm langen, lanzettlichen Kronzipfeln, die auch gelb oder manchmal mehr oder weniger purpurfarben bis dunkelviolett sind.
Die strohfarbene Achäne ist 1,6 bis 2,5 mm lang, länglich bis länglich-lanzettförmig, mehr oder weniger abgeflacht, mehr oder weniger striegelborstig behaart und besitzt zwei Nerven. Der Pappus besitzt ein oder zwei Reihen von Pappusborsten, die in der äußeren Reihe 0,2 bis 0,5 mm und in der inneren 4 bis 6 mm lang sind.

### Chromosomenzahl
Die Chromosomenzahl der Art ist 2n = 18.

## Ökologie
Das Scharfe Berufkraut ist eine Halbrosettenpflanze.
Die fadenförmigen Zungenblüten enthalten Nektar.
Die Achänen breiten sich über ihren Pappus als Schirmchenflieger, vor allem bei feuchtem Wetter auch als Anhafter, aus. Fruchtreife ist von Juli bis August.

## Vorkommen
Das Scharfe Berufkraut kommt zirkumpolar in Nordamerika, Eurasien und Nordafrika vor. Es sind Fundorte in Marokko, Libanon, Syrien, in der Türkei, in Armenien, Aserbaidschan, Georgien, Sibirien, in Russlands fernem Osten, im arktischen Bereich der Mongolei, in den Baltischen Republiken, Ukraine (inklusive Krim), im europäischen Teil Russlands, Finnland, Norwegen, Schweden, Dänemark, im Vereinigten Königreich, in Belgien, in den Niederlanden, Deutschland, Österreich, Schweiz, Italien, Polen, Tschechien, in der Slowakei, Ungarn, Slowenien, Serbien, Kroatien, Bosnien und Herzegowina, Montenegro, Rumänien, Bulgarien, Albanien, Mazedonien, Griechenland, Frankreich, Portugal, Spanien, in den kanadischen Nordwest-Territorien und im Yukon-Territorium, in den kanadischen Provinzen New Brunswick, Neufundland und Labrador, Ontario, Québec, Alberta, British Columbia, Manitoba und Saskatchewan, in der US-Bundesstaaten nordwestliches Michigan, nordöstliches Minnesota, Idaho, Montana, Oregon, Washington, Wyoming, Kalifornien sowie Utah bekannt.
In ganz Deutschland kommt das Scharfe Berufkraut verbreitet, aber nicht häufig vor. Nur im Alpenraum ist es potentiell gefährdet.
Das Scharfe Berufkraut gedeiht am besten auf kalkhaltigen Böden. Man findet es auf Halbtrockenrasen, sandigen und steinigen Böden und seltener auch auf Schwemmschotterfluren oder auf Lehmböden. Die Unterart subsp. acris ist in Mitteleuropa die verbreitetste Sippe. Sie ist eine Mesobromion-Verbandscharakterart. In den Allgäuer Alpen steigt die Unterart im Tiroler Teil an der Straße von Steeg nach Lechleiten bis zu 1400 m Meereshöhe auf.

## Systematik
Die Erstveröffentlichung von Erigeron acris erfolgte 1753 durch Carl von Linné in Species Plantarum, dort entgegen der botanischen Tradition im Neutrum „acre“ geschrieben. Synonyme Erigeron acris L. sind: Trimorpha acris (L.) Gray, Erigeron corymbosus Wallr., Erigeron crispulus Borbás, Erigeron orientalis Boiss., Erigeron shepardii Post, Erigeron acris var. racemosus Baumg. Die oft zu lesende, mit dem klassischen Latein konforme Schreibweise Erigeron acer ist nicht korrekt, weil das im klassischen Latein nur feminine „acris“ im botanischen Latein auch die maskuline Form ist.
Es gibt einige Unterarten von Erigeron acris L.:
- Erigeron acris subsp. acris, ist in Eurasien weit verbreitet.[10][2]
- Kantiges Berufkraut (Erigeron acris subsp. angulosus (Gaudin) Vacc., Syn.: Erigeron angulosus Gaudin): Ist in ihrer Verbreitung auf die Alpen und Karpaten beschränkt.[12] Es ist eine Charakterart des Chondrilletum chondrilloidis aus den Verband Epilobion fleischeri.[3]
- Erigeron acris subsp. botschantzevii Greuter, kommt in der nördlichen Kaukasusregion vor.[10]
- Erigeron acris subsp. brachycephalus (H.Lindb.) Hiitonen, ist in Nordost- und Osteuropa beheimatet.[10]
- Erigeron acris subsp. droebachiensis (O.F.Müll.) Arcang. (Syn. Erigeron acris subsp. macrophyllus (Herbich) Gutermann, Erigeron droebachiensis O. F. Müll.) ist eine von Ost- bis Mitteleuropa vorkommende Sippe.[10][13]
- Erigeron acris subsp. kamtschaticus (DC.) H.Hara (Syn.: Erigeron kamtschaticus DC.): Ist in Nordasien und Nordamerika verbreitet.[2]
- Erigeron acris subsp. mesatlanticus (Maire) Maire, kommt nur in Marokko vor.[10][13]
- Erigeron acris subsp. podolicus (Besser) Nyman: Diese osteuropäische Sippe erreicht ihre Westgrenze im pannonischen Österreich.[13]
- Glänzendes Berufkraut (Erigeron acris subsp. politus (Fr.) H.Lindb., Syn.: Erigeron politus Fr., Erigeron elongatus Ledeb. non Moench): Ihr Verbreitungsgebiet reicht von Nordeuropa, der Schweiz[3] und Osteuropa[10] bis China.[2] In der Schweiz gedeiht die Sippe in Bachschotterfluren des Verbands Epilobion fleischeri.[3]
- Erigeron acris subsp. pycnotrichus (Vierh.) Grierson, kommt von Osteuropa und Anatolien[10] bis Iran und Afghanistan vor.[14]
- Erigeron acris subsp. serotinus (Weihe) Greuter (Syn.: Erigeron muralis Lapeyr.): Sie kommt in Mittel- und Westeuropa vor.[10][13]

## Nutzung
Bei sehr großer Not wurden die Laubblätter gegart gegessen.

## Trivialnamen
Für das Scharfe Berufkraut bestehen bzw. bestanden auch die weiteren deutschsprachigen Trivialnamen: Altmannskraut (Schlesien), Berufkraut (Schlesien, Schwaben, Elsass), Beschreikraut (Schmalkalden), Dauron (Österreich bei Linz), Dörrkraut (Österreich), blau Dürrwurz (Österreich), Flöhkraut (Berner Oberland), Rufkraut und Rustkraut.